# Henry Stafford, II duque de Buckingham
Henry Stafford, 2° duque de Buckingham (4 de septiembre de 1455-2 de noviembre de 1483) fue un noble inglés que jugó un importante papel en la subida y caída de Ricardo III de Inglaterra. Es también uno de los principales sospechosos de la desaparición (y posible asesinato) de los príncipes de la Torre. Alzado en armas contra Ricardo III, intentó sin éxito colocar en el trono a Enrique Tudor. Derrotado, fue ejecutado por traición.

## Primeros años
Henry Stafford nació en 1455 siendo hijo de Humphrey Stafford y su esposa Margaret Beaufort. Humphrey Stafford era hijo a su vez de Humphrey Stafford, duque de Buckingham y su esposa Anne Neville, mientras que Margaret Beaufort era hija de Edmundo Beaufort, duque de Somerset y de Eleannor Beauchamp. A excepción de Eleanor, sus abuelos eran descendientes del rey Eduardo III de Inglaterra.
Su padre Humphrey Stafford, titulado conde de Stafford, apoyó a la Casa de Lancaster en la fase inicial de la Guerra de las Rosas, sin embargo murió en 1457, probablemente debido a las heridas recibidas en la primera batalla de St Albans. Su abuelo Humphrey Stafford, 1° duque de Buckingham, fue otro partidario de los Lancaster, muriendo en la batalla de Northampton el 10 de julio de 1460. Tras la muerte de su abuelo, Henry le sucedió como duque de Buckingham, además de sus otros títulos. El nuevo duque quedó bajo la tutela de la reina Isabel Woodville, consorte de Eduardo IV de Inglaterra.

## Ascenso de Ricardo III
Cuando Eduardo IV de Inglaterra murió en 1483 y tanto los Woodville como Ricardo, duque de Gloucester y tío del nuevo rey se disputaron la tutela del joven Eduardo V de Inglaterra, Buckingham decidió apoyar al duque de Gloucester y estuvo presente cuando éste logró presidir el consejo de regencia del rey en Stony Stratford en abril de 1483.
Posteriormente, el Parlamento declaró nulo el matrimonio de Eduardo IV de Inglaterra y por consiguiente ilegítimo al nuevo rey por lo que le ofreció la Corona a Ricardo quien reinó como Ricardo III de Inglaterra. Durante estos eventos Buckingham reafirmó su apoyo.
Los motivos del apoyo de Buckingham a Ricardo no son del todo claros. Su antipatía tanto por Eduardo IV como por sus hijos tuvo dos causas probables. Una de ellas fue su aversión mutua con los Woodville —con los que estaba emparentado por medio de su esposa, Catalina Woodville—, a quienes Eduardo IV favorecía. La otra razón era su interés por las propiedades de los Bohun. Buckingham había heredado una gran cantidad de propiedades de su antepasada Leonor de Bohun, esposa de Tomás de Woodstock e hija de Humphrey de Bohun, conde de Hereford, Essex y Northampton.
Leanor era la menor de las hijas de Humphrey y junto a su hermana María de Bohun, su coheredera. María estaba casada con Enrique Bolingbroke, quien se convertiría en Enrique IV de Inglaterra. Con la subida al poder de Enrique, las posesiones de los Bohun fueron incorporados a la Corona y así permaneció mientras los Lancaster gobernaron Inglaterra, entre 1399 y 1461. Cuando Enrique VI de Inglaterra fue depuesto por Eduardo IV, de la Casa de York, éste se apropió de las propiedades de la Corona incluidas las heredadas por los Bohun. Posteriormente Buckingham reclamó sus derechos sobre estas tierras, pero sin éxito apoyó al futuro Ricardo III, quien se las otorgó solo faltando la aprobación del Parlamento.

## La rebelión de 1483
En 1483, un complot surgió entre los partidarios de Eduardo IV. Buckingham, quien en ese momento se hallaba desilusionado con Ricardo, comenzó a trabajar con John Morton, obispo de Ely. Los conspiradores tenían previsto deponer a Ricardo III y restaurar en el trono a Eduardo V, sin embargo cuando empezaron los rumores de la muerte tanto de Eduardo como de su hermano, Buckingham intervino proponiendo colocar en el trono al exiliado  Enrique Tudor y casarlo con Isabel de York, hermana de los príncipes supuestamente muertos. Por otro lado, Buckingham logró una fuerza sustancial de sus propiedades en Gales y las Marcas.
Ricardo finalmente sofocó la rebelión: una tormenta obligó a los barcos de Enrique Tudor postergar su regreso a Inglaterra permaneciendo hasta que el tiempo mejoró en la isla de Jersey, mientras que el ejército de Buckingham se encontró con la misma tormenta y posteriormente sus hombres desertaron cuando las fuerzas de Ricardo vinieron contra ellos.
Buckingham, al hacerse evidente que una alianza entre él y Tudor no podría derrocar a Ricardo, intentó huir disfrazado. Buscó refugio en la abadía de Beaulieu en New Forest. Posiblemente intentaba escapar por mar, ya que el río Beaulieu era navegable hasta el mar en esa fecha y Bucklers Hard, a orillas del mismo, era un puerto marítimo. Sin embargo Buckingham no tuvo éxito ya que Ricardo había puesto una recompensa por su cabeza y como resultado, fue arrestado rápidamente y declarado culpable de traición, fue decapitado públicamente en Salisbury el 2 de noviembre de 1483. Tras su ejecución, su viuda Catalina contrajo nupcias nuevamente, casándose con Jasper Tudor.

## Los príncipes de la Torre
Ricardo III había logrado llegar al trono al eliminar de la sucesión a sus sobrinos, sin embargo existía la posibilidad de que estos podrían servir como detonantes a futuras rebeliones. La desaparición de los príncipes de la Torre, como fueron llamados, no está del todo clara existiendo dudas sobre la participación que tuvo Buckingham en esta.
Si Ricardo III fue responsable de matar a los Príncipes, esta pudo ser la razón del cambio de bando de Buckingham aunque por otro lado, Buckingham mismo tenía razones para asesinarlos: sus derechos al trono (que le llegaban a través de los Beaufort) eran al menos, tan fuertes como las que tenía Enrique Tudor, por lo que fácilmente podría reclamar el trono para sí mismo. La hipótesis de la culpabilidad de Buckingham fue postulado por el historiador estadounidense Paul Murray Kendall en su biografía de 1955 de Ricardo III.
Un manuscrito descubierto en la década de 1980 en la colección del College of Arms establece que los príncipes fueron asesinados be [by] the vise del duque de Buckingham. Hay una cierta discusión sobre si vise viene de advice (consejo o recomendación) o device (idea o plan). De acuerdo con esta perspectiva, si Buckingham asesinó a los Príncipes y culpó a Ricardo de los asesinatos, le habría dado un pretexto para la rebelión de 1483.

## Matrimonio y descendencia
Buckingham se casó alrededor de 1466 con Catalina Woodville cuando ambos todavía eran unos niños. Catalina era hermana de la reina consorte, Isabel Woodville y fueron criados en su corte. Según Dominic Mancini, Buckingham tenía resentimiento con su esposa y los otros Woodville, ya que había sido obligado a casarse con alguien inferior. Fruto del matrimonio nacieron:
- Edward Stafford, 3° duque de Buckingham (3 de febrero de 1478–17 de mayo de 1521).
- Isabel Stafford (c. 1479–11 de mayo de 1532), casada con Robert Radcliffe, 1° conde de Sussex.
- Henry Stafford, 1° conde de Wiltshire (c. 1479-6 de marzo de 1523)
- Humprhey Stafford (n. c. 1480), murió joven.
- Anne Stafford (1483-1544), casó con George Hastings, I conde de Huntingdon.